# Rolls-Royce Merlin
Rolls-Royce Merlin er en britisk vandkølet 12-cylindret V-motor med 27 liter (1.650 cu.in.) slagvolumen til anvendelse i fly. Rolls-Royce designede motoren som et privatfinansieret projekt, og startede den første prototype i 1933. Oprindeligt benævnt PV-12, blev den senere kaldt Merlin ("dværgfalk") eftersom alle firmaets stempel-flymotorer var opkaldt efter rovfugle.
Efter adskillige modifikationer, blev de første produktionsversioner af PV-12 færdige i 1936. De første operative fly, der trådte i tjeneste med en Merlin var Fairey Battle, Hawker Hurricane og Supermarine Spitfire. Der blev produceret flere Merlins til det tunge firemotors bombefly Avro Lancaster end til noget som helst andet fly; ikke desto mindre bliver Merlin hovedsageligt associeret med Spitfire, helt tilbage fra Spitfires jomfruflyvning i 1936. En serie hurtige videreudviklinger, presset igennem af krigstidens krav, forbedrede motorens levetid og ydelse markant.
Som en af de mest succesrige flymotorer fra 2.verdenskrigs-æraen, blev der bygget cirka 50 versioner af Merlin på Rolls-Royces fabrikker i Derby, Crewe og Glasgow, så vel som af Ford of Britain i deres Trafford Park fabrik, nær Manchester. Efter krigen, hvor Merlin i det store og hele var blevet fortrængt af Rolls-Royce Griffon til militær anvendelse, blev de fleste Merlinversioner designet for og bygget til civile passagerfly og militære transportfly. Produktionen stoppede i 1950 efter at 160.000 motorer var blevet leveret. Derudover blev en Merlin, bygget på licens i USA under navnet Packard V-1650, produceret i over 55.000 eksemplarer, og var den primære motor anvendt i North American P-51 Mustang.
Der er Merlinmotorer i tjeneste ved Royal Air Force i dag, ved Battle of Britain Memorial Flight, og de sidder i mange privatejede veteranfly verden over.

## Design og udvikling

### Oprindelse
Tidligt i 1930'erne begyndte Rolls-Royce at planlægge deres fremtidige udviklingsprogram af flymotorer, og indså at der var et behov for en større motor end deres 21-liters (1.296 cu in) Kestrel, som med stor succes blev anvendt i en række fly i 1930'erne. Som en konsekvens heraf påbegyndte firmaet arbejdet med en ny motor i 1.100 hk (820 kW)-klassen, kendt som PV-12, en forkortelse for Private Venture, 12-cylinder ("Privat foretagende, 12-cylindret"), eftersom firmaet ikke modtog statsmidler til projektet. PV-12 blev startet første gang den 15. oktober 1933 og fløj første gang i et Hawker Hart biplan nr. K3036 den 21. februar 1935. Oprindeligt skulle motoren have benyttet fordampningskøling, som var meget på mode i de år. Dette viste sig at være upålideligt, og da forsyninger af ethylenglykol fra USA blev tilgængelige, blev motoren tilpasset til et konventionelt væskekølingssystem. Hart K3036 blev efterfølgende overdraget til Rolls-Royce hvor den gjorde tjeneste som flyvende prøvestand for Merlin, og den gennemførte over 100 timers flyvning med Merlin C- og E-motorer.
I 1935 udstedte det britiske luftfartsministerie "Specifikation F10/35" for et nyt jagerfly, med en topfart på mindst 310 mph (500 km/t). Heldigvis var der allerede udviklet to forskellige design: Supermarine Spitfire og Hawker Hurricane; den sidste som respons til den tidligere specifikation "F36/34". Begge flyene var designet på grundlag af PV-12 i stedet for Kestrel, og var de eneste tidssvarende britiske jagere der var udviklet til den. Produktionskontrakter for begge flytyper blev udstedt i 1936, og udviklingen af PV-12 blev givet både topprioritet og statsmidler. Ifølge firmaets standard med at navngive fly-stempelmotorer efter rovfugle, kaldtes Rolls-Royce motoren for Merlin efter dværgfalken, Falco columbarius, som er vidt udbredt på den nordlige halvkugle.
Umiddelbart før krigen blev yderligere to motorer tillagt Rolls-Royces portefølje. Den 700 hk (520 kW) store Rolls-Royce Peregrine var en opdateret udgave af det tidligere V-12 Kestrel design, forsynet med kompressor, mens den 1.700 hk (1.268 kW) store 42-liters (2.560 cu.in.) Rolls-Royce Vulture benyttede fire Kestrel cylinderblokke, der trak på en fælles krumtapaksel, og dermed formede en 24-cylindret X-motor. Denne motor var tiltænkt større fly som f.eks. Avro Manchester.
Selv om Peregrine var et udmærket design fik den aldrig lov til at modne, eftersom Rolls-Royces førsteprioritet var at forbedre Merlin. Som følge, blev Peregrine kun brugt i to fly: Westland Whirlwind jageren, og i en af Gloster F.9/37 prototyperne. Vulture blev forsøgt i Avro Manchester bombeflyet, men viste sig at være upålidelig, og jageren der blev designet til motoren – Hawker Tornado – blev derfor aflyst. Siden Merlin selv begyndte at levere effekt i 1.500 hk (1.119 kW)-klassen, blev Peregrine og Vulture taget ud af produktion og udvikling i 1943, og midt i 1943 blev Merlin selv overtrumfet af den større Griffon. Griffon indeholdt adskillige forbedringer i forhold til Merlin, og endte med at erstatte denne.

### Udvikling
Til at starte med var den nye motor plaget af problemer, såsom fejl i gearsystemerne til f.eks. knastakslerne og flækkede kølemanchetter på cylindrene, og adskillige forskellige konstruktionsmetoder blev forsøgt, før det grundlæggende design af motoren var på plads. Tidlige produktions-Merlins var også upålidelige: almindelige problemer var revnede topstykker, lækager i kølesystemet, og overdrevent kraftigt slid på knastakslernes og krumtapakselens lejer.

#### Tidlige motorer
Prototyperne, udviklingsmodellerne og de tidlige produktionsmotorer var:
- PV-12

Det oprindelige design med fordampningskøling. To stk. bygget, de bestod typecertificeringen i en bænktest i juli 1934, og leverede 740 hk (552 kW) ved et tryk svarende til 12.000 ft. (3.700m) flyvehøjde. Først fløjet 21. februar 1935.
- Merlin B

To stk. bygget, nyt væskekølesystem med ethylenglykol. Indsugningsventilerne havde en vinkel på 45 grader i forhold til cylindrene. Bestod typecertificeringen i februar 1935, og leverede 950 hk (708 kW) ved et tryk svarende til 11.000 fods (3.400 m) flyvehøjde.
- Merlin C

Videreudvikling af Merlin B; krumtaphuset og de to cylinderblokke blev tre separate støbeemner, topstykkerne blev boltet på. Første flyvning i en Hawker Horsley 21. December 1935, 950 hk (708 kW) ved et tryk svarende til 11.000 fods (3.400 m) flyvehøjde..
- Merlin E

Magen til C med mindre designændringer. Bestod den 50-timer lange civile test i december 1935, og leverede konstant 955 hk (712 kW) og kunne nå en max. belastning på 1.045 hk (779 kW). Fejlede den militære 100-timers test i marts 1936. Denne model var motoren i Supermarine Spitfire prototypen.
- Merlin F (Merlin I)

Magen til C og E. Første flyvning i en Horsley 16. juli 1936. Dette blev den første produktionsmodel, og blev kaldt Merlin I. Det var ingen succes og kun 172 blev bygget. Fairey Battle var det første produktionsfly der havde Merlin I som motor. Flyet fløj første gang 10. marts 1936.
- Merlin G (Merlin II)

Erstattede topstykket med de skrå ventiler med et opskaleret Kestrel-topstykke, som havde parallelle ventilskafter. 400-timers fløjet udholdenhedstest udført ved Royal Aircraft Establishment i juli 1937; accepttest 22. september 1937. Motoren blev først leveret som Merlin II med 1.030 hk (770 kW) i 1938, og produktionen blev hurtigt sat op.
- Merlin III

Merlin II med en standardiseret de Havilland/Rotol Society of British Aerospace Companies propelaksel, og dobbelt tilbehørsdrev. 1.030 hk (770 kW) ved 3,000 rpm i 10.250 fods flyvehøjde og +6.5 lb. boost.
- "Racing" Merlin

Racermotor for 1937/38 "Speed Spitfire" - forsøget på at bryde verdensrekorden for hastighed. Merlin III med forstærkede stempler, stempelpinde og plejlstænger, kørte på højoktan brændstof, udviklede 2.160 hk (1.610 kW) ved 3.200 rpm og +27 lb. boost, et effekt/vægt forhold på 0.621 lb per hestekraft. Gennemførte en 15-timers udholdenhedskørsel ved 1.800 hk (1.342 kW), 3.200 rpm og +22 lb boost.
- Merlin IV

Merlin med tryk-vandkøling for Armstrong Whitworth Whitley IV.
- Merlin VIII

Mellem-trykladet Merlin udviklet for Fairey Fulmar I, effekt 1.010 hk (754 kW) ved 2.850 rpm i 6.750 fods højde, 1.080 hk (805 kW) ved 3.000 rpm for take-off. Benyttede 100 oktan brændstof.
- Merlin X

Første Merlin med to-trins kompressor, 1.145 hk (853 kW) i lavt gear ved 5.250 fod, 1.010 hk (754 kW) i højt gear ved 17.750 fod. Det første af Rolls-Royces standardiserede "Power Plant" installationsdesigns var med denne motor i 1937 og blev benyttet i Handley Page Halifax I, Vickers Wellington II, og Armstrong Whitworth Whitley V and VII.
- Merlin XII

Merlin med et 0.477:1 reduktionsgear installeret i nogle Spitfire II sammen med en trebladet Rotol constant-speed propel. Effekt 1.150 hk (857 kW) ved 3.000 rpm i 14.000 fods højde.
- Merlin XX

Merlin X med Stanley Hooker re-designet kompressor med re-designet indsugning, forbedrede ledeskovle på impelleren og ændret gearing; 8:15:1 for lavt gear, 9:49:1 for højt gear. Ny og større SU karburator. Motoren kunne udskiftes med en Merlin X. Effekt 1.240 hk (924 kW) ved 2.850 rpm i lavt gear, 10.000 fod og +9 lb. boost; 1.175 hk (876 kW) ved 2.850 rpm i højt gear, 17.500 fod og +9 lb. boost. Revideret Rolls-Royce standard "Power Plant" installationsdesign. Motoren blev benyttet i Bristol Beaufighter II, Boulton Paul Defiant II, Handley Page Halifax II og V, Hawker Hurricane II og IV, og Avro Lancaster I and III. Første Merlin produceret af Packard Motor Car Company som V-1650-1, og navngivet Merlin 28 af Rolls-Royce.

#### Produktionsmotorer
Merlin II og III serierne var de første serieproduktions-versioner af motoren. Merlin III var den første der fik en "universel" propelaksel, der tillod valgfri anvendelse af enten de Havilland eller Rotol propeller.
Den første hovedversion der havde indført ændringer som følge af operative erfaringer var type XX, som var designet til at køre på 100 oktan brændstof. Dette brændstof tillod højere tryk i indsugningsmanifolden, hvilket blev opnået ved at øge ladetrykket ("boost") fra kompressoren. Merlin XX benyttede også Rolls-Royces totrinskompressorer, hvilket - i forhold til tidligere versioner - gav en højere motorydelse i stor flyvehøjde. En yderligere forbedring, introduceret med Merlin X, var anvendelsen af en 70 % – 30 % vand-glykol blanding af kølevæsken, i stedet for den tidligere anvendelse af 100 % glykol. Dette gav en substantiel forbedring af motorens levetid og pålidelighed, fjernede brandfaren ved ren ethylenglykol, og reducerede de olielækager som havde været et problem med de tidlige Merlin I, II og III serier.
Forbedringsprocessen kørte videre, med senere versioner af motoren kørende på brændstof med højere oktantal, og med højere effekt. Grundlæggende designændringer blev indført på næsten alle væsentlige komponenter, hver gang med forbedret levetid og pålidelighed til følge. Ved enden af krigen kunne de normale versioner af den "lille" motor levere over 1.600 hk (1.200 kW), og de særlige Merlin 130/131 versioner til de Havilland Hornet leverede hele 2.030 hk (1.540 kW). Ultimativt lykkedes det under tests udført ved Rolls-Royce i Derby, at få en RM.17.SM (en Merlin 100-Serie motor beregnet til stor flyvehøjde) til at opnå 2.640 hk (1.969 kW) ved 36 lb boost (103"Hg) på 150 oktan benzin med vandindsprøjtning.
Med slutningen af krigen blev arbejdet med at øge Merlins effekt afbrudt, og indsatsen blev rettet mod civile versioner af motoren. Udviklingen der ledte til "Transport Merlin" (TML) begyndte med Merlin 102 (den første Merlin der opfyldte kravene i det nye civile typecertifikat) og var rette imod forbedringer af pålideligheden og tiden mellem hovedeftersyn, for at forbedre rentabiliteten for de forskellige flyselskaber. I 1951 var TBO (time between overhaul, tiden mellem hovedeftersyn) typisk 650–800 timer, afhængigt af anvendelsen. På daværende tidspunkt havde motorer med et kompressortrin akkumuleret 2.615.000 timer i civil tjeneste, og to-trins motorer havde nået 1.169.000 timer.
Canadair North Star havde et slemt problem: den støjede. Et nyudviklet udstødningssystem ledte til en reduktion af støjen på mellem 5 og 8 decibel, og gav samtidigt en effektforøgelse på 38 hk (28 kW), hvilket resulterede i en hastighedsforøgelse på 5 knob, og en 4 % forøgelse af flyets rækkevidde. Den modificerede motor blev kaldt "TMO" og den modificerede udstødning kunne enten leveres til flyselskaberne, eller monteres af Rolls-Royce.
Effekten for de civile Merlin 600, 620, og 621-serier var 1.160 hp (870 kW) ved marchfart i 23.500 fod (7.163 m), og 1.725 hk (1.286 kW) ved takeoff. Merlin 622–626 var normeret til 1.420 hk (1.059 kW) ved marchfart i 18.700 fod (5.700 m) og 1.760 hk (1.312 kW) for takeoff. Motorerne blev leveret med enkelttrins to-hastigheder trykladning (500-serien), to-trins to-hastigheder trykladning (600-serien), og med fuld intercooling, eller med både intercooling og opvarmning til brug i koldt klima som f.eks. Canada. Civile Merlins i tjeneste ved de forskellige flyselskaber fløj 7.818.000 mil i 1946, 17.455.000 i 1947, og 24.850.000 mil i 1948.

#### Grundlæggende komponenter (Merlin 61)
Fra Jane's:
Cylindre
Tolv cylindre bestående af foringer af stål med højt kulstofindhold, placeret i to individuelt støbte cylinderblokke af aluminium, med separate topstykker. 'Våde' foringer, dvs. kølevæsken er i direkte kontakt med foringerne. Topstykkerne har ventilstyr af støbejern på indsugningsventilerne, af fosforbronze på udstødningsventilerne, og udskiftelige "Silchrome" ventilsæder af en stållegering. To modsat stillede tændrør stikker ind i hvert forbrændingskammer.
Stempler
Stemplerne er drejet af støbte råemner af "R.R.59" legering. Stempelpindene er hule, fuldt flydende, og af hærdet nikkel-kromstål. Der er tre kompressionsringe og en olieskrabering over stempelpinden, og en olieskrabering under den.
Plejlstænger
Fremstillet af udfræset nikkelståls støbegods med et H-tværsnit. Hvert par bestod af en normal og en gaffelformet, der passede over den normale. Den gaflede havde en lejeblok af nikkelstål, som holdt et sæt lejeskåle af blybronze. Stempelpindsenden havde en 'flydende' lejebøsning af fosforbronze.
Krumtapaksel
Lavet i et stykke, fræset/drejet af et nitrogen-hærdet krom-nikkel-molybdænståls støbeemne. Statisk og dynamisk udbalanceret. Syv hovedlejer og seks slag, derfor den specielle udformning af plejlstængerne.
Krumtaphus
To dele, udfræset støbegods af en aluminiumslegering, samlet omkring den horisontale centerlinie. Den øverste halvdel holder gearhuset, kompressoren og forskelligt tilbehør, cylinderblokkene, hovedlejerne (todelte skaller af blødt stål med blybronze foringer), og en del af huset til propelakselens reduktionsgear. Den nederste halvdel udgør oliesumpen og bærer oliepumpen og -filtrene.
Gearhus
Aluminiumsstøbegods monteret på bagsiden af krumtaphuset. Indeholder drevene til knastakslerne, magnettændingsanlægget, køle- og oliepumper, kompressoren, starteren og generatoren.
Ventiler
To indsugnings- og to udstødnings-tallerkenventiler af "K.E.965" stål per cylinder. Alle ventilerne har hærdede "stellited" ender; derudover har udstødningsventilerne natriumkølede skafter, og hoveder beskyttet med en "Brightray" (nikkel-krom) coating. Hver ventil holdes lukket af to koncentriske fjedre. En enkelt overliggende knastaksel med syv lejer aktiverer 24 individuelle ventilløftere af stål.

#### Tekniske forbedringer
De fleste af Merlins tekniske forbedringer stammede fra mere effektive kompressorer, designet af Stanley Hooker, og adgang til flybenzin med forhøjet oktantal. Et stort antal detaljer blev ændret internt og eksternt for at modstå den stigende motoreffekt, og for at inkludere forbedringer i den ingeniørmæssige praksis.

##### Ejektor-udstødninger
Ved fuld effekt forbruger en Merlin en enorm mængde luft, omtrent samme volumen som en turistbus hvert minut, og eftersom gasserne forlader motoren med cirka 1.300 mph (2.100 km/t) indså man hurtigt at yderligere fremdrift kunne opnås ved at vinkle udstødningen bagud, i stedet for at lade den forlade motoren sidelæns.
Blot ved at ændre vinklen på udstødningen opnåede man under tests 70 pounds-force (310 N; 32 kgf) ekstra tryk ved 300 mph (480 km/t), eller cirka 70 hk (52 kW), hvilket øgede en Spitfires topfart med 10 mph (16 km/t) til 360 mph (580 km/t) ved vandret flyvning. De første versioner af ejektorerne havde runde åbninger, senere versioner havde en 'fiskehale' facon, der gav en smule mere tryk, men som også forhindrede at piloten blev blændet af udstødningsflammerne ved natflyvning.
I September 1937 fik Spitfire-prototypen, K5054, ejektorudstødninger. Senere versioner af Spitfire benyttede en lille modifikation af dette system - forsynet med fremadrettede luftindtag - til at fordele varm luft til våbnene i vingerne, for at forhindre frysning og våbenstop i stor højde. Det erstattede et andet system der benyttede varm luft fra motorens køler. Det gamle system var blevet ineffektivt eftersom forbedringer af Merlin'en tillod større flyvehøjde, hvor lufttemperaturerne var lavere. Der blev også monteret ejektorer på andre flytyper, der benyttede Merlin-motorer.

##### Kompressor
Kompressoren var en central faktor i Merlins succes. A.C. Lovesey, en ingeniør der var en af nøglefigurerne i designet af Merlin, holdt et foredrag i 1946 om Merlins udvikling; i dette uddrag forklarer han om kompressorens vigtighed:
 Det er stadigt den fremherskende opfattelse at den statiske kapacitet kendt som slagvolumen kan danne basis for en sammenligning af den potentielle effekt for forskellige motortyper, men dette er ikke tilfældet fordi motorens effekt udelukkende afhænger af den masse af luft som den effektivt kan forbruge, og i denne sammenhæng spiller kompressoren den vigtigste rolle ... Motoren skal være i stand til at håndtere det større flow med hensyn til køling, at undgå tændingsbanken, og skal kunne modstå de høje gastryk og inertibelastninger ... Under processen med forskning og udviklingen af kompressorer blev det klart for os at enhver forøgelse af Merlins ydelse i store højder nødvendiggjorde anvendelsen af en to-trins kompressor.

Efterhånden som Merlin blev udviklet, skete det samme med kompressoren; kompressortyperne passede nogenlunde i tre brede kategorier:
1. Enkelttrins, en-hastigheds gearing: Merlin I til III, XII, 30, 40, og 50 serierne (1937–1942).[nb 3]
2. Enkelttrins, to-hastigheds gearing: den eksperimentelle Merlin X (1938), produktionstypen Merlin XX (1940–1945).
3. Totrins, to-hastigheds gearing med intercooler: hovedsageligt Merlin 60, 70, og 80 serierne (1942–1946).

Merlins kompressor var oprindeligt designet til at få motoren til at yde sin maksimale effekt ved en flyvehøjde på ca. 16.000 ft (4.877 m). I 1938 forklarede Stanley Hooker, som afgik fra Oxford med eksamen i anvendt matematik, "... Jeg blev hurtigt meget fortrolig med konstruktionen af Merlin kompressoren og karburatoren ... Siden kompressoren sad bag på motoren havde den fået en temmelig dårlig behandling under designfasen, og luftindtagskanalen til impelleren så temmelig fladtrykt ud ..." Hookers tests viste at det originale design var ineffektivt og droslede kompressorens ydelse. Herefter designede Hooker en ny indsugningskanal med en forbedret flow karakteristik, hvilket forøgede motoreffekten ved højder over 19.000 ft (5.791 m); han forbedrede også designet af impelleren, og diffuseren der kontrollerede luftstrømmen til den. Disse forbedringer førte til udviklingen af Merlin XX og 45 serierne.
I 1938 opnåede man et betydeligt fremskridt ved at kombinere et to-hastigheds drev (designet af det Franske firma Farman) med impelleren fra Merlin X - kompressoren. Den senere Merlin XX havde det nye drev, og samtidigt blev der indført et antal forbedringer der muliggjorde en hurtigere produktion af motoren. Det lave gear, som var i drift fra takeoff til en højde på 10.000 ft (3.048 m) drev impelleren med 21.597 omdrejninger pr. minut; motoren ydede 1.240 hk (925 kW) ved denne højde; det høje gear (25.148 omdrejninger pr.minut) gav motoren en effekt på 1.175 hk (876 kW) ved 18.000 ft (5.486 m). Dette blev opnået mens motoren kørte 2.850 omdr.pr.min. og havde et ladetryk på +9 PSI (1.66 atm) (48") boost.
Efter at have modtaget en forespørgsel fra Ministry of Aircraft Production i marts 1940, angående en Merlin til stor flyvehøjde (40.000 ft / 12.192 m) beregnet som alternativ motor til den planlagte Vickers Wellington V højtgående bombefly (i stedet for den turboladede Hercules VIII) påbegyndte Rolls-Royce eksperimenter med en to-trins kompressor og testede en prototype i april 1941 Dette endte med at blive til Merlin 60. Det grundlæggende design anvendte en modificeret kompressor fra en Vulture som første trin, og en Merlin 46 kompressor for andet trin. En væskekølet intercooler placeret ovenpå kompressorhuset blev benyttet for at forhindre at luft/brændstofblandingen blev for varm. En udstødningsdrevet turbolader blev overvejet, men selvom denne kunne give bedre brændstoføkonomi betød den øgede vægt og nødvendigheden af at føre udstødningen rundt i et rørsystem at forslaget blev afvist, til fordel for en to-trins kompressor. Udstyret med to-trins kompressoren vandt Merlin 60-serien 300 hk (224 kW) ved 30.000 ft (9144 m) i forhold til Merlin 45-serien. Ved denne højde var en Spitfire Mk.IX næsten 70 mph (110 km/t) hurtigere end en Spitfire Mk.V.
Familien af to-trins Merlin blev forøget i 1943; Merlin 66 havde kompressoren gearet til at levere ekstra effekt ved lave flyvehøjder, og Merlin 70-serien var designet til at give ekstra effekt i store højder.
Mens designet af to-trinskompressoren skred frem, fortsatte Rolls-Royce med at udvikle ettrins modellen. I 1942 resulterede dette i en mindre ("cropped") impeller til Merlin 45M og 55M; begge disse motorer leverede stor effekt ved lav flyvehøjde. I felttjeneste benyttede Spitfire L.F. Mk.V disse motorer, men de var ikke populære. L.F. Mk.V var kendt som "The clipped, clapped, and cropped Spitty"; 'clipped' indikerede de afskårne vingetipper, 'clapped' de som regel temmelig nedslidte og medtagne flystel (L.F. Mk.V var i det store og hele et genbrugsprojekt) og 'cropped' indikerede den neddrejede impeller. Over nogle få tusinde fods højde, fløj L.F.Mk.V som en mursten.

##### Karburator
Anvendelsen af en karburator var for at give motoren en højere effekt; luftblandingen efter en karburator har lavere temperatur, og dermed højere densitet, end blandingen i et indsprøjtningssystem. Men, eftersom Merlins karburator var kontrolleret af en flyder, kunne hverken Spitfires eller Hurricanes stikke næsen nedefter i et stejlt dyk. En jaget Bf 109E, som havde en Daimler-Benz DB 601 indsprøjtningsmotor, kunne starte et voldsomt dyk og unddrage sig forfølgerne, fordi den negative g-kraft ville dræne benzinen ud af Merlin'ens svømmerhus. RAF's jagerpiloter var nødt til at rulle deres fly om på ryggen, før de kunne følge Messerschmitt'ens manøvre. "Miss Shilling's orifice" (direkte oversat: "Frøken Shillings åbning"), en flow-begrænser og en membran i svømmerhuset, klarede i nogen grad problemet hvis motoren kørte med fuld kraft; ved mindre end fuld kraft ville man stadigt få en hostende og spruttende motor. En yderligere forbedring skete ved at flytte afgangsrøret for brændstoffet fra bunden og halvvejs op på siden af karburatoren, hvilket tillod benzingennemgangen lige godt under positiv og negativ g-påvirkning.
Yderligere forbedringer blev løbende introduceret: i 1943 blev Bendix-Stromberg trykkarburatoren introduceret; den sprøjtede brændstof ved 5 PSI (34 kPa; 0.34 bar) gennem en dyse direkte ind i kompressoren, og blev monteret på Merlin 66, 70, 76, 77 og 85 versionerne. Den ultimative karburator, som blev monteret på Merlin 100-serien, var en S.U. injektionskarburator der sprøjtede brændstof ind i kompressoren ved hjælp af en doseringspumpe der blev drevet som en funktion af omdrejningstallet og gastrykkene i motoren.

##### Forbedret brændstof
Ved begyndelsen af krigen kørte Merlin I, II og III på standard 87 oktan flybenzin og kunne levere lige over 1.000 hk (750 kW) fra dens 27-liters (1.650-cu in) slagvolumen: det maksimale kompressor boost ved 87-oktan var +6 pounds per square inch (141 kPa; 1.44 atm). Så tidligt som 1938, ved det 16ne Paris Air Show, fremviste Rolls-Royce to versioner af Merlin beregnet til 100 oktan brændstof. Merlin R.M.2M kunne levere 1.265 hk (943 kW) ved 7.870 fod (2.400 m), 1.285 hk (958 kW) ved 9.180 fod (2.800 m) og 1.320 hk (984 kW) ved takeoff; og en Merlin X med to-hastigheds kompressor i højt gear leverede 1.150 hk (857 kW) ved 15.400 fod (4.700 m) og 1.160 hk (865 kW) ved 16.730 fod (5.100 m).
Fra sidst i 1939 blev 100 oktan brændstof leveret fra USA, Aruba og Persien. Som en konsekvens heraf blev alle RAF's Hurricane- og Spitfire-eskadriller forsynet med 100 oktan brændstof i det første halvår af 1940." Nogle mindre modifikationer blev udført på Merlin II og III motorerne, så de i nødstilfælde kunne klare et forøget boost på +12 psi (183 kPa; 1,85 atm). Ved dette boost kunne motorerne producere 1.310 hk (977 kW) ved 9.000 ft (2.700 m) mens de kørte med 3.000 omdrejninger pr. minut. Det forøgede boost kunne benyttes ubegrænset, eftersom der ikke eksisterede en mekanisme til at begrænse anvendelsen tidsmæssigt, men piloterne blev indskærpet højest at benytte forøget boost i fem minutter, og det var betragtet som en "definitiv overbelastning af motoren"; hvis en pilot benyttede sig af nødboost skulle han melde dette ved landing. Det ville blive noteret i motorlogbogen, og den ansvarlige værkstedsofficer skulle herefter inspicere motoren og genetablere endestoppet og sikringen ved gashåndtaget. Senere versioner af Merlin kørte kun på 100 oktan, og fem-minutters begrænsningen blev hævet til +18 psi (224 kPa; 2,3 atm).
Sidst i 1943 blev der lavet forsøg med et nyt "100/150" (150 oktan) brændstof, let genkendeligt på dets lysende grønne farve og "forfærdelige lugt". De første tests blev udført med en tilsætning af 65 cm³ (2,3 imp.fl.oz.) tetraetylbly (T.E.L.) for hver imperial gallon 100 oktan benzin(1,43 cc/L eller 0,18 U.S. fl.oz./U.S. gal.), men denne blanding resulterede i ansamling af bly i brændkamrene, og dermed følgende forurening af tændrørene. Bedre resultater blev opnået ved at tilsætte 2.5% N-Methylanilin (M.M.A.) til benzinen. Det nye brændstof tillod at fem-minutters begrænsningen på Merlin 66 blev hævet til +25 psi (272 kPa; 2,7 atm). Med dette boost kunne Merlin 66 levere 2.000 hk (1.491 kW) ved havoverfladen og 1.860 hk (1.387 kW) ved 10.500 ft (3.200 m).
Fra Marts 1944 blev de Merlin 66-udrustede Spitfire IX fra to Air Defence of Great Britain (ADGB)-eskadriller godkendt til forsøgsvis at anvende det nye brændstof operativt. Det var til god nytte i sommerens løb, da det gjordet det muligt for Spitfire L.F. Mk. IX at opfange V-1'ere , der kom ind i lav højde. Brændstoffet blev også anvendt af Mosquito natjagere fra ADGB for at fange indflyvende V-1. Først i februar 1945 begyndte Spitfires fra Second Tactical Air Force (2TAF) også at benytte 150 oktan brændstof. Brændstoffet blev også tilbudt til USAAF hvor det fik navnet "PPF 44-1", uformelt kendt som "Pep".

## Produktion
Produktionen af Rolls-Royce Merlin blev drevet fremad med forudseenhed og beslutsomhed af Ernest Hives, som ind imellem rasede over den selvtilfredshed og manglende fornemmelse for uopsættelighed han mødte i sin hyppige korrespondance med Air Ministry og de lokale myndigheder. Hives var en talsmand for oprettelsen af skyggefabrikker, og da han klart så det snarlige krigsudbrud, forcerede han planerne for at kunne producere et tilstrækkeligt antal Merlins til det hurtigt voksende Royal Air Force. På trods af vigtigheden af en uforstyrret produktion, blev adskillige fabrikker ramt af strejker. Da produktionen lukkede ned i 1950, var der blevet bygget 168.176 Merlin motorer; over 112.000 i Storbritannien og mere end 55.000 under licens i USA.

### Derby
De eksisterende Rolls-Royce faciliteter i Osmaston, Derby var ikke egnet til motorproduktion i stor skala, selvom gulvarealet var blevet forøget med cirka 25 % mellem 1935 og 1939; ikke desto mindre planlagde Hives at bygge de første to- trehundrede motorer dér, indtil de uundgåelige problemer med design og produktion af en ny model var blevet løst. For at finansiere denne udvidelse havde Air Ministry betalt i alt ₤1.927.000 op til december 1939. Med en arbejdsstyrke der hovedsageligt bestod af designingeniører og højt kvalificeret fagpersonale, foregik det meste af udviklingsarbejdet med Merlin i Derby, og flyvetests foregik tæt på, på RAF Hucknall.
I alt blev der bygget 32.377 stk. Merlins i Derby.
Den oprindelige fabrik lukkede i marts 2008, men Rolls-Royce plc er stadig i høj grad tilstede i Derby.

### Crewe
For at kunne møde den stigende ordreindgang på Merlin-motorer, påbegyndte Rolls-Royce i maj 1938 en ny fabrik i Crewe, og motorleverancerne startede i 1939. Crewe-fabrikken havde gode vej- og jernbaneforbindelser til faciliteterne i Derby. Produktionen i Crewe var oprindeligt planlagt til at anvende ufaglærte arbejdere og underleverandører, siden Hives mente at dette kunne gøres uden specielle problemer, men det leverede antal af outsourcede dele (som f.eks. krumtapaksler, knastaksler og cylinderforinger) levede ikke op til forventningerne, og fabrikken måtte udvides så delene kunne fremstilles "i huset".
Til at starte med havde de lokale myndigheder lovet at bygge 1.000 nye arbejderboliger inden udgangen af 1938, men i februar 1939 var der kun udfærdiget kontrakter for 100. Hives var rasende over denne slaphed og truede med at flytte fabrikken, men en hurtig indgriben af Air Ministry reddede situationen. I 1940 strejkede arbejderne, fordi ufaglærte kvinder skulle overtage pladserne ved drejebænkene fra mænd; fagforeningene insisterede på at det var faglært arbejde. Strejken endte efter 10 dage.
Den totale Merlin-produktion i Crewe var 26.065 stk.
Efter krigen blev fabrikken benyttet til produktion af Bentley-biler, og i 1998 købte Volkswagen AG både varemærket og fabrikken. I dag er den kendt som Bentley Crewe.

### Glasgow
Hives anbefalede at der blev opført en fabrik nær Glasgow for at drage fordel af den tilstedeværende lokale arbejdskraft, såvel som af den lokale produktion af stål og støbegods fra skotske producenter. I September 1939 frigjorde Air Ministry ₤4.500.000 til en ny skyggefabrik. Den regeringsejede og -drevne fabrik blev opført i Hillington fra Juni 1939. Arbejderne kunne påbegynde arbejdet i den færdige fabrik i Oktober, en måned efter krigens start. Fabrikken var i fuld drift i september 1940. Også i Glasgow var der problemer med boliger, og Hives måtte igen bede Air Ministry om at skride ind.
Med 16.000 ansatte var Glasgow-fabrikken et af Skotlands største industrielle foretagender. I modsætning til Derby og Crewe, som i høj grad var afhængige af eksterne leverandører, producerede Hillington næsten alle komponenterne til Merlin selv. Produktionslinjen begyndte at levere motorer i november 1940, og i juni 1941 blev der leveret 200 hver måned, stigende til over 400 pr. måned i marts 1942. I alt blev der produceret 23.675 motorer. Efter nogen måneder begyndte pjækkeri i arbejdsstyrken at blive et problem; Det var en følge af fysisk og mentalt stress på grund af krigstidsvilkårene, som f.eks. hyppige ophold i beskyttelsesrum, men også det massive pres for at tage så mange overtimer og så få fridage som muligt. Det blev aftalt at skære ned til 82 timer om ugen, med en halv søndag om måneden som fridag. Produktionsrekorden var 100 motorer på en enkelt dag.
Umiddelbart efter krigen blev fabrikken benyttet til service og renovering af Merlin- og Griffon-motorer, og fortsatte med at producere reservedele. Efter at have produceret bl.a. Rolls-Royce Avon turbojet og andre jetmotorer, blev fabrikken lukket i 2005.

### Manchester
Ford Motor Company blev bedt om at producere Merlins i Trafford Park, Stretford, nær Manchester, og opførslen af den nye fabrik startede i maj 1940 på en 118-acre (48 ha) grund. Den blev opført i to adskilte enheder for at minimere potentielle bombeskader, blev færdiggjort i maj 1941 - og bombet i samme måned. I begyndelsen havde fabrikken vanskeligt ved at tiltrække egnet arbejdskraft, og var nødt til at antage et større antal kvinder (som dengang sjældent havde udearbejde), ganske unge mennesker og utrænede mænd. På trods af dette, forlod den første Merlin samlebåndet en måned senere, og i 1943 blev der leveret 200 stk. om ugen, og dermed leverede fabrikkerne tilsammen 18.000 Merlins om året. I sin autobiografi Not much of an Engineer, skrev Sir Stanley Hooker: "... da først den store Ford fabrik i Manchester startede produktionen, kom der Merlins væltende ud som ærter fra en ærtebælg ...".
17.316 mennesker arbejdede i Trafford Park-fabrikken, heraf 7.260 kvinder, og to faste læger og sygeplejersker. Merlinproduktionen blev droslet ned i august 1945, og stoppede helt d. 23. marts 1946.
Den totale Merlinproduktion i Trafford Park var på 30.428 stk.

### Packard V-1650
Eftersom Merlin blev anset som kritisk for krigsindsatsen, blev der hurtigt startet forhandlinger for at få etableret en alternativ produktionslinje udenfor UK. Ansatte ved Rolls-Royce besøgte et udvalg af nordamerikanske bilproducenter, med henblik på at få startet en produktion i USA eller Canada. Henry Ford bakkede ud af sit bud på opgaven i juli 1940, og derefter blev Packard Motor Car Company valgt til at udføre den $130.000.000 store Merlin ordre. En aftale blev indgået i september 1940, og den første Packard-byggede motor, en Merlin XX som i denne regi hed V-1650-1, blev startet i august 1941.
I alt producerede Packard 55.523 Merlin-motorer.
Herudover producerede Continental Motors, Inc. seks motorer til udviklingsformål.

## Versioner
Dette er kun en delvis oplistning: den engelske Wikipedia-side har ikke mindre end 59 versioner. Denne liste indeholder repræsentative versioner, og beskriver nogle af de mekaniske ændringer der blev foretaget under Merlins udvikling. Motorer med samme effekt fik forskellige versionsnumre, afhængigt af f.eks. kompressor- eller propelgearing, forskelle i kølesystem eller karburator, motorblokken eller blot arrangementet af betjeningshåndtagene. Effektværdier er som regel maksimal rå effekt. Alle - undtagen Merlin 131 og 134 - er "højregående træk", eller sagt på anden måde, propellen roterede med uret når den blev set fra pilotens plads bag motoren, og propellen 'trak' flyet i stedet for at 'skubbe'. Ud over versionsnumrene fik Merlinmotorerne tildelt eksperimentalnumre af Ministry of Supply (MoS) – for eksempel: RM 8SM for Merlin 61 og nogle underversioner, mens den var under udvikling; disse numre er inkluderet hvor muligt. Merlins brugt i Spitfires havde alle, undtagen Merlin 61, en propelreduktionsgearing på 0,477:1. Merlins brugt i bombefly og andre jagertyper havde en gearing på 0,42:1.
Data fra Bridgman (Jane's) medmindre andet er angivet:
- Merlin II (RM 1S)

1,030 hk (775 kW) ved 3,000 rpm og 5.500 ft. (1.676 m), + 6 psi boost (41 kPa; eller et absolut tryk på 144 kPa eller 1.41 atm); benyttede 100% glykol kølemiddel. Første produktions-Merlin II blev leveret 10. August 1937. Merlin II blev benyttet i Boulton Paul Defiant, Hawker Hurricane Mk.I og Supermarine Spitfire Mk.I jagerne og i Fairey Battle let bombefly.
- Merlin III (RM 1S)

Udstyret med "universal" propelaksel som kunne tage de Havilland eller Rotol propeller. Fra sidst i 1939, med 100 oktan brændstof og +12 psi boost (83 kPa på instrumentet; eller et absolut tryk på 184 kPa eller 1.82 atm), kunne Merlin III levere 1,310 hk (977 kW) ved 3,000 rpm og 9.000 ft (2.700 m); med 87 oktan brændstof var data de samme som for Merlin II. Benyttet i Defiant, Hurricane Mk.I og Spitfire Mk.I jagerne, og i Battle let bombefly. Første Merlin III leveret fra samlebåndet 1. Juli 1938.
- Merlin X (RM 1SM)

1.130 hp (840 kW) ved 3,000 rpm og 5.250 ft (1.600 m); maksimum boost +10 psi; Dette var den første serieproducerede Merlin med en to-hastigheds kompressor. Blev benyttet i Halifax Mk.I, Wellington Mk.II og Whitley Mk.V bombefly. Den første Merlin X blev leveret d. 5. december 1938.
- Merlin XII (RM 3S)

1.150 hk (860 kW); udstyret med Coffman starter; første version der brugte 70/30% vand/glykol kølemiddel, i stedet for 100% glykol. Forstærket konstruktion, i stand til konstant at køre med +12 psi boost med 100 oktan benzin; benyttet i Supermarine Spitfire Mk.II. Første Merlin XII leveret fra samlebåndet 2. September 1939.
- Merlin XX (RM 3SM)

1.480 hk (1.105 kW) ved 3.000 rpm og 6.000 ft (1.829 m); to-hastigheds kompressor; boost op til +14 psi; benyttet i Hurricane Mk.II, Beaufighter Mk.II, Halifax Mk.II og Lancaster Mk.I bombefly, og i Spitfire Mk.III prototyperne N3297 & W3237. Den første Merlin XX leveret fra samlebåndet 4. Juli 1940.
- Merlin 32 (RM 5M)

1.645 hk (1.230 kW) ved 3.000 rpm og 2.500 ft (762 m); en "lav flyvehøjde" version af Merlin med neddrejet kompressorimpeller for ekstra effekt ved lav flyvehøjde, og et max. boost på +18 psi; Coffman starter; hovedsageligt benyttet i Fleet Air Arm fly, navnlig i Fairey Barracuda Mk.II torpedoflyet og Supermarine Seafire F. Mk.IIc jageren. Også benyttet i Hurricane Mk.V og Spitfire P.R Mk.XIII. De første produktions-Merlin 32 17. Juni 1942.
- Merlin 45 (RM 5S)

1.515 hk (1.130 kW) ved 3.000 rpm og 11.000 ft (3.353 m); benyttet i Spitfire Mk.V, PR.Mk.IV og PR.Mk.VII samt Seafire Ib og IIc. Max. boost +16 psi. Den første Merlin 45 blev leveret d. 13. januar 1941.
- Merlin 47 (RM 6S)

1.415 hp (1.055 kW) ved 3.000 rpm og 14.000 ft (4.267 m); stor-højde version benyttet i Spitfire H.F.Mk.VI. Forsynet med en Marshall kompressor til at levere tryk til trykkabinen. Første Merlin 47 leveret 2. December 1941.
- Merlin 50.M (RM 5S)

1.585 hk (1.182 kW) ved 3.000 rpm og 3.800 ft (1.158 m); en "lav flyvehøjde" version med kompressorimpelleren neddrejet til 9,5 in (2.413 mm) diameter. Tilladt boost +18 psi (125 kPa, eller et absolut tryk på 225 kPa eller 2,2 atm) i stedet for +16 psi (110 kPa) i en normal Merlin 50 motor. Merlin 50 serien var den første der benyttede Bendix-Stromberg "negativ-g" karburatoren.
- Merlin 61 (RM 8SM)

1.565 hk (1.170 kW) ved 3.000 rpm og 12.250 ft (3.734 m), 1.390 hk (1.035 kW) ved 3.000 rpm og 23.500 ft (7.163 m); forsynet med en ny to-hastigheds to-trins kompressor, der giver ekstra kraft ved medium til store flyvehøjder; +15 psi boost; benyttet i Spitfire F Mk.IX og P.R Mk.XI. Første britiske produktionsversion der benyttede todelte cylinderblokke designet af Rolls-Royce for Packard Merlin. Reduktionsgear med omsætning .42:1, med drev for kabinetrykpumpe. Første eksemplar af Merlin 61 leveret 2. marts 1942.
- Merlin 63 & 63A

1.710 hk (1.275 kW) ved 3.000 rpm og 8.500 ft (2.591 m), 1.505 hk (1.122 kW) ved 3.000 rpm og 21.000 ft (6.401 m); forstærket to-hastigheds to-trins videreudvikling af Merlin 61; +18 psi boost; Reduktionsgear med omsætning .477:1; Merlin 63A manglede det ekstra drev til en kabinetrykpumpe, men havde en forstærket drivaksel til kompressoren. Benyttet i Spitfire F Mk.VIII og F. Mk. IX.
- Merlin 66 (RM 10SM)

1.720 hk (1,283 kW) ved 5.790 ft (1.765 m) højde og +18 psi boost (124 kPa 'på klokken', eller et absolut tryk på 225 kPa eller 2,2 atm); en "lav flyvehøjde" version af Merlin 63A. Forsynet med Bendix-Stromberg anti-g karburator; intercooleren benyttede en separat kølemiddelbeholder. Benyttet i Spitfire L.F Mk.VIII og L.F Mk.IX.
- Merlin 76/77 (RM 16SM)[47]

1.233 hk (920 kW) i 35.000 ft (10.668 m) højde; Forsynet med en to-hastigheds to-trins kompressor og en Bendix-Stromberg karburator. Dedikeret "stor flyvehøjde" version benyttet i Westland Welkin højtgående jager, såvel som nogle sene Spitfire- og de Havilland Mosquito-versioner. '77' havde et drev til en kabinetrykpumpe.
- Merlin 130/131

2.060 hk (1.536 kW); redesignet "slimline" version for de Havilland Hornet. Motoren blev modificeret for at reducere det frontale areal til et minimum, og benyttede et nyt indsugningssystem. Kølevandspumpen blev flyttet fra bunden af motoren til styrbords side. To-hastigheds to-trins kompressor og S.U. injektionskarburator. Max. boost +25 psi (170 kPa; eller absolut tryk 270 kPa eller 2,7 atm). På Hornet blev Merlin 130 installeret i bagbords motorgondol: 131'eren som blev installeret i styrbords motorgondol blev konverteret til "venstregående træk" ved hjælp af et ekstra tandhjul i reduktionsgearet.
- Merlin 133/134

2.030 hk (1.514 kW); neddroslet 130/131 version benyttet i Sea Hornet F. Mk. 20, N.F. Mk. 21 og P.R. Mk. 22. Max. boost reduceret til +18 psi (230 kPa eller 2,2 atm absolut).
- Merlin 266 (RM 10SM)

Prefixet "2" indikerer motorer bygget af Packard, ellers som Merlin 66, optimeret for lav flyvehøjde. Benyttet i Spitfire Mk.XVI.
- Merlin 620

1.175 hk (876 kW) beregnet til kontinuerlig marchfart ved 2.650 rpm og +9 psi boost (62 kPa; 165 kPa eller 1,6 atm absolut); i stand til i nødssituationer at levere 1.795 hk (1.338 kW) ved 3,000 rpm og +20 psi boost (138 kPa; absolut 241 kPa eller 2,4 atm) ; civil motor udviklet fra Merlin 102; to-trins kompressor optimeret for medium flyvehøjde, og med en S.U. injektionskarburator. "Universal Power Plant" (UPP) standard annular radiatorinstallation, en videreudvikling af ophænget benyttet på Lancaster VI og Avro Lincoln. Merlin 620–621 serien var designet til at operere i de problematiske klimatiske forhold som kunne træffes på de canadiske og nordatlantiske langdistance flyruter. Benyttet i Avro Tudor, Avro York og Canadair North Star.

## Anvendelse
I kronologisk rækkefølge var det Fairey Battle, Hawker Hurricane og Supermarine Spitfire der først benyttede Merlin. Selv om motoren er tættest associeret med Spitfire, var det den firemotors Avro Lancaster der brugte de fleste motorer, efterfulgt af den to-motorede de Havilland Mosquito.
Liste fra Lumsden 2003
| - Armstrong Whitworth Whitley - Avro Athena - Avro Lancaster - Avro Lancastrian - Avro Lincoln - Avro Manchester III - Avro Tudor - Avro York - Boulton Paul Balliol and Sea Balliol - Boulton Paul Defiant - Bristol Beaufighter II - CAC CA-18 Mark 23 Mustang - Canadair North Star - CASA 2.111B and D - Cierva Air Horse | - de Havilland Mosquito - de Havilland Hornet - Fairey Barracuda - Fairey Battle - Fairey Fulmar - Fairey P.4/34 - Fiat G.59 - Handley Page Halifax - Handley Page Halton - Hawker Hart (Test bed) - Hawker Henley - Hawker Horsley (Test bed) - Hawker Hotspur - Hawker Hurricane og Sea Hurricane | - Hispano Aviación HA-1112 - I.Ae. 30 Ñancú - Miles M.20 - North American Mustang Mk X - Renard R.38 - Short Sturgeon - Supermarine Type 322 - Supermarine Seafire - Supermarine Spitfire - Tsunami Racer - Vickers F.7/41 - Vickers Wellington Mk II and Mk VI - Vickers Windsor - Westland Welkin |

- Avro Lancaster B I med fire Merlin XX
- De "slanke" Merlin 130/131 blev designet til de Havilland Hornet
- Vickers F.7/41 med to Merlin 76

### Efterkrigstiden
Efter slutningen af 2. verdenskrig blev nye versioner af Merlin (600- og 700-serierne) designet og produceret til anvendelse i kommercielle rutefly som f.eks. Avro Tudor, militære transportfly som f.eks. Avro York, og Canadair North Star som blev benyttet i begge roller. Disse motorer var grundlæggende bygget efter militære specifikationer, med nogle mindre ændringer for at tilpasse dem til andre operative omgivelser.
En spanskbygget version af Messerschmitt Bf 109 G-2, Hispano Aviación HA-1112-M1L Buchon fra 1954, blev bygget i Hispanos fabrik i Sevilla med Rolls-Royce Merlin 500/45 motoren på 1.600 hk (1.200 kW) – en passende motor til den sidste producerede version af den berømte Messerschmitt-jager, fordi den første prototype, Bf 109 V1, var forsynet med en Rolls-Royce Kestrel V-12 motor i 1935.
CASA 2.111 var en anden spanskbygget version af et tysk fly, Heinkel He 111, og blev modificeret til at benytte Merlin efter at produktionen af Junkers Jumo 211F-2 motorer stoppede ved krigens ophør. En lignende situation eksisterede for Fiat G.59, da lagerbeholdningen af Italienske licens-byggede Daimler-Benz DB 605 var brugt.
De Australsk-byggede Avro Lincoln benyttede ligeledes australsk-byggede Commonwealth Aircraft Corporation Merlin 102. Der blev i alt bygget 108 stk. CAC Merlins inden produktionen stoppede.

### Alternativ anvendelse
En ikke-trykladet version af Merlin, med en større anvendelse af stål- og jernkomponenter, blev fremstillet med henblik på anvendelse i kampvogne. Denne motor, Rolls-Royce Meteor, blev videreudviklet til den mindre Rolls-Royce Meteorite. I 1943 blev udviklingen af Meteor overdraget til Rover, i bytte med Rovers interesser i gasturbiner.
I 1938 begyndte Rolls-Royce at modificere nogle Merlins, som senere blev brugt i britiske motortorpedobåde (MTB), motorkanonbåde (MGB), og RAF Air-Sea redningsbåde. I disse motorer var kompressoren en modificeret ettrins enhed, og hele motoren blev modificeret for at kunne modstå de maritime omgivelser. Cirka 70 motorer blev ændret før produktionen af flymotorer blev givet højere prioritet.
Den Irske Hær (irsk: an tArm) eksperimenterede med at erstatte Bedford-motoren i en Churchill tank med en Rolls-Royce Merlin motor, der var bjerget fra et Irish Air Corps (irsk: An tAerchór) Seafire fly. Eksperimentet var ikke nogen succes, men årsagerne er ikke dokumenteret.

## Overlevende motorer
Som en af de mest succesfulde flymotorer fra 2. verdenskrig-æraen, forbliver Merlin i drift i mange restaurerede veteran-kampfly verden over. Royal Air Forces Battle of Britain Memorial Flight er en bemærkelsesværdig nuværende bruger af Merlin.
I England ejer og bruger Shuttleworth Collection en Hawker Sea Hurricane IB og en Supermarine Spitfire VC – Hurricanen kan ses på vingerne i sommermånederne, mens Spitfiren er ved at gennemgå en hovedoverhaling så den kan blive flyvedygtig. Status er p.t. (11/2016) ukendt.

## Udstillede motorer
Bevarede eksemplarer af Rolls-Royce Merlin er udstillet på (blandt andet) følgende museer:
- Atlantic Canada Aviation Museum[126]
- Aviation Heritage Museum (Western Australia)[127]
- Danmarks Flymuseum, Stauning[128]
- Montrose Air Station Heritage Centre[129]
- Polish Aviation Museum, Kraków (Cracow), Poland[130]
- Rolls-Royce Derby Heritage Centre[131]
- Royal Air Force Museum, Cosford[132]
- Science Museum (London)[133]
- Shuttleworth Collection[134]
- Wings Museum, West Sussex, England. Denne Merlin er p.t. under restaurering til køreklar stand.[135]

## Specificationer (Merlin 61)
| Type:                | Flymotor                              | 12-cylindret, 60° "V" væskekølet stempelmotor           |
| Boring:              | 5,4 in.                               | 137 mm                                                  |
| Slaglængde:          | 6,0 in.                               | 152 mm                                                  |
| Slagvolumen:         | 1.649 cu.in.                          | 27 L                                                    |
| Kompression:         | 6:1                                   |                                                         |
| Ventilstyring:       | Overliggende knastaksel               | 1 pr. cylinderblok                                      |
| Indsugningsventiler: | 2 pr. cylinder                        |                                                         |
| Udstødningsventiler: | 2 pr. cylinder                        | Natriumkølede skafter                                   |
| Kompressor:          | To-hastighed, to-trin                 | Boost regulering automatisk, forbundet med gashåndtaget |
| Intercooler:         | Mellem 2.trin og motoren              | Kølesystemet uafhængigt af motorkølingen                |
| Karburering:         | Dobbeltspjælds Rolls-Royce eller S.U. | Automatisk blandingsregulering                          |
| Brændstofpumpe:      | 2 uafhængige                          |                                                         |
| Brændstof:           | 100/130 oktan                         | Avgas/flybenzin                                         |
| Forbrug min.         | 30 Imp.gal/t                          | 136 l/t                                                 |
| Forbrug max.         | 130 Imp.gal/t                         | 591 l/t                                                 |
| Smøring:             | Tør sump, 1 trykpumpe                 | 2 sugepumper                                            |
| Køling:              | 70% vand, 30% ethylenglycol           | Systemet er under tryk                                  |
| Reduktionsgear:      | 0.42:1                                |                                                         |
| Længde:              | 88,7 in.                              | 225 cm                                                  |
| Bredde:              | 30,8 in.                              | 78 cm                                                   |
| Højde:               | 40 in.                                | 102 cm                                                  |
| Vægt:                | 1.640 lb.                             | 744 kg                                                  |
| Vægt/effekt:         | 0,96 hk/lb                            | 1,58 kW/kg ved max. effekt                              |
| Specifik effekt:     | 0,96 hk/cu.in.                        | 43,6 kW/l                                               |
| Effekt:              | 1.290 hk                              | 962 kW ved 3.000 rpm under take-off                     |
|                      | 1.565 hk                              | 1.167 kW ved 3.000 rpm og 12.250 ft. (3.740 m) MS gear  |
|                      | 1.580 hk                              | 1.178 kW ved 3.000 rpm og 23.500 ft. (7.200 m) FS gear  |

## Yderligere læsestof
- Gunston, Bill. Development of Piston Aero Engines. Cambridge: Patrick Stephens, 2006. ISBN 0-7509-4478-1
- Henshaw, Alex. Sigh for a Merlin: Testing the Spitfire. London: Crecy, 1999 (2nd revised edition). ISBN 0-947554-83-1.
- Jackson, Robert. The Encyclopedia of Military Aircraft Bath, UK: Parragon Books, 2006. ISBN 1-4054-2465-6.
- Price, Alfred. Spitfire Mark I/II Aces 1939–41. London: Osprey Aerospace, 1996. ISBN 1-85532-627-2.
- Quill, Jeffrey. "Spitfire: a Test Pilot's Story". London, John Murray, 1983; Crecy Publishing 1996 (2nd edn), reprinted 1998, 2001, 2005,2008, ISBN 978-0-947554-72-9